# Kokorou
Kokorou  est une localité et une commune rurale du Niger, du département de Téra et de la région de Tillaberi.

## Géographie
La commune s'étend sur la rive droite du fleuve Niger, au nord-ouest de Téra, la localité de Kokorou est située sur les rives de la Mare de Kokorou. Les mares de Kokorou et de Namga, constituent des zones humides du complexe Kokorou-Namga, qui sont protégées par la Convention de Ramsar.
| Bankilaré | Bankilaré | Méhana |
| Téra      | Kokorou   | Sinder |
| Téra      | Dargol    | Dargol |

## Histoire
La commune rurale est instaurée en 2002, elle est issue du canton de Kokorou.
Le 22 mars 2025, au moins 44 habitants du village de Fambita sont massacrés par des djihadistes de l'État islamique dans le Grand Sahara.

## Population
Lors du recensement général de 2012, la population communale est relevée à 96 218 habitants, dont 2 177 habitants pour la localité chef-lieu. Les principales éthnies sont Songhaï, Fulbé et Touareg.

## Services et infrastructures
La commune abrite les services suivants :
- Collège d'enseignement général (CEG) à Kokorou
- Centre de formation aux métiers (CFM) à Kokorou
- Centre de Santé Intégré (CSI) à Kokorou, Doungouro, Fambita, Gounday, Komabangou et Zaney.

## Économie
La culture humide du riz est pratiquée le long du fleuve Niger, l'agriculture pluviale est pratiquée dans le reste de la commune.  